# Night Slashers
Night Slashers (яп. ナイトスラッシャーズ) — игра для аркадного автомата в жанре beat 'em up разработанная и выпущенная в 1994 году фирмой Data East.

## Геймплей

Night Slashers похожа на игры из серии Final Fight, является классической игрой жанра beat 'em up с горизонтальной прокруткой экрана. Один или два игрока движутся от левого края экрана к правому на протяжении всех уровней игры (большинство уровней разбиты на три или более сцены), сражаются с врагами пока не дойдут до босса в конце уровня. Как только босс будет повержен, игроки автоматически переносятся на следующий уровень. Враги появляются с обеих сторон экрана и из дверных проёмов, расположенных на заднем плане. Если игроки попытаются просто пройти не сражаясь с врагами, прокрутка экрана будет остановлена, до тех пор, пока все враги не будут побеждены, после чего появляется стрелка с надписью «Go», говорящая о том, что игроки могут двигаться дальше. В отличие от игроков, враги могут покидать пределы экрана. На каждом уровне имеется лимит времени, за который игроки должны успеть пройти его.
В отличие от игры Final Fight, Night Slashers имеет более богатый набор приёмов для каждого из персонажей. На протяжении игры игроки пробираются через полчища атакующих зомби и мутантов, а также других врагов, таких как оборотни и элементали. Боссы также состоят из стереотипных монстров, таких как мумия, голем, двойники графа Дракулы и чудовища Франкенштейна.

### Персонажи
Игрок может играть за одного из трёх основных персонажей. Игра имеет три различные концовки для каждого из персонажей.
- Jake (яп. ジェーク) — американский охотник на монстров с кибернетическим оружием, умеет метать молнии. Имеет прозвище «The Psychic Cyborg».
- Christopher (яп. クリストファー) — европейский охотник на вампиров и мастер боевых искусств; владеет магией воды и льда.
- Hong Hua (яп. 趙.紅華) — азиатская женщина, мастер боевых искусств, владеет магией огня.

### Боссы
- Доктор
- Чудовище Франкенштейна
- Кукловод и марионетка
- Каменный голем
- Живые доспехи
- Дракула
- Двое шаманов
- Мумия
- Призрачный вертолёт
- Смерть
- Киборг

## Различия региональных версий игры
В японской версии игры показ крови и насилия не подвергся цензуре (красный цвет крови вместо зелёного; в других версиях игры цвет крови и уровень насилия настраиваются в опциях игры). В конце атаки в ближнем бою Кристофер протягивает крест, а не синий хрустальный шар. Стрелка с надписью «Go» переворачивается и игроку показывается окровавленная надпись «To Hell!». Так же имеются дополнительные картинки и диалоги в заставках игры.